# Operó
Un operó es fa servir com una unitat genètica funcional formada per un grup o complex de gens capaços d'exercir una regulació de la seva pròpia expressió mitjançant dels substrats amb què interaccionen les proteïnes codificades pels seus gens. Aquest complex està format per gens estructurals que codifiquen la síntesi de proteïnes (generalment enzims), que participen en vies metabòliques i l'expressió generalment està regulada per tres factors de control.